# Stanisław Kosicki (1926–1997)
Stanisław Kosicki, ps. „Czarny”, „Bohun” (ur. 13 lutego 1926 w Wersalu, zm. 21 marca 1997 w Olsztynie) – polski działacz konspiracyjny z okresu II wojny światowej – harcerz Szarych Szeregów i żołnierz Kedywu AK.
Pierwowzór postaci Maćka Chełmickiego, głównego bohatera powieści Jerzego Andrzejewskiego pt. Popiół i diament.

## Życiorys
Urodził się we Francji. Był synem oficera 8 batalionu saperów, mjr. Henryka Kosickiego (1896–1967) i jego żony, Marty z domu Witt. Miał siostrę, Bogumiłę. Rodzina Kosickich mieszkała przed wojną w Toruniu oraz Warszawie, gdzie Stanisław ukończył szkołę powszechną. W 1938 wraz z rodziną przeprowadził się do Poznania. Tam uczęszczał do Gimnazjum świętej Marii Magdaleny.
Po wybuchu wojny Stanisław wraz z matką i siostrą zamieszkał u dziadków w Toruniu. Przebywali tam do maja 1942, kiedy to zostali przymusowo wysiedleni do Ostrowca Świętokrzyskiego, ponieważ nie chcieli podpisać volkslisty. Stanisław został zatrudniony jako kreślarz. Dzięki temu miał możliwość poruszania się poza miastem. Wykorzystał to w działalności konspiracyjnej, zajmując się kolportażem i łącznością. W jego domu znajdował się lokal konspiracyjny. Latem 1944 Kosicki został aresztowany wraz z matką przez gestapo. Udało mu się uciec z transportu do Oświęcimia. Trafił następnie do oddziału partyzanckiego Armii Krajowej pod dowództwem kpt. Wincentego Tomasika „Potoka”. Kosicki posługiwał się pseudonimami „Czarny” i „Bohun”. Wziął udział w bitwie z siłami niemieckimi na Piotrowym Polu w lasach Iłżeckich. Został za swoje zasługi odznaczony Krzyżem Walecznych i Srebrnym Krzyżem Zasługi.
16 stycznia 1945 w Ostrowcu Świętokrzyskim, dowodząc patrolem porządkowym AK, Kosicki natknął się na bandę rabującą prywatne mieszkanie przy ul. Bałtowskiej. Wywiązała się strzelanina, w której zginął żołnierz Armii Ludowej i jednocześnie świeżo mianowany wojewoda kielecki – Jan Foremniak. Kosicki zmuszony został do ucieczki. Dotarł do Krakowa, gdzie znalazł kryjówkę w klasztorze kapucynów. Po zdradzie miejsca jego ukrycia został aresztowany przez UB i przewieziony do więzienia kieleckiego przy ul. Zamkowej. Był przesłuchiwany m.in. przez Edmunda Kwaska i Władysława Sobczyńskiego. Został skazany na karę śmierci. Na egzekucję oczekiwał w celi śmierci wiele tygodni, nie znając jej terminu.
W nocy z 4 na 5 sierpnia 1945 oddział partyzancki Antoniego Hedy rozbił kieleckie więzienie i uwolnił kilkuset więźniów, w tym także Stanisława Kosickiego. Udało mu się wyjechać na wybrzeże, gdzie ukrywał się pod nazwiskiem Jan Szymański. Po ogłoszeniu amnestii w kwietniu 1947 ujawnił się. Przeprowadził do rodziców do Torunia. Ukończył tam studia, założył rodzinę i rozpoczął karierę naukową. Rozpoczął pracę w Stacji Hydrobiologicznej w Mikołajkach. Dopiero w 1954 został zdemaskowany i ponownie aresztowany, ale ponieważ posiadał dokument amnestyjny, został zwolniony z aresztu po 12 godzinach. Rozpoczęły się jednak inne wieloletnie represje polegające m.in. na zwalnianiu z pracy i nieustannym śledzeniu. SB uzyskało nawet tajemny wpływ na jego żonę, doprowadzając do rozwodu, rozbicia rodziny i utraty kontaktu z dziećmi.
Według książki Krzysztofa Kąkolewskiego Diament odnaleziony w popiele powieść Jerzego Andrzejewskiego była propagandową mistyfikacją, a wydarzenia autentyczne bardzo różniły się od fabuły Popiołu i diamentu.

## Publikacje
- Wojna, wojna, wojenka, Olsztyn 1993, ISBN 978-83-64452-13-0 (nakład własny)[5]